# Henryk Puszkarski
Henryk Puszkarski (ur. 24 maja 1940 roku w Janowie Poleskim) – polski fizyk, profesor nauk fizycznych, pracuje w obszarze fizyki teoretycznej. Autor prac z zakresu teorii ciała stałego i magnetyzmu, emerytowany nauczyciel akademicki Uniwersytetu im. Adama Mickiewicza w Poznaniu (UAM). Współtwórca kwantowej teorii rezonansu fal spinowych oraz jeden ze współtwórców idei kryształów magnonicznych. Wyróżniony przyznaniem grantu badawczego przez National Science Foundation (USA) (1974-1980). Honorowy profesor w University of York (1985) i Uniwersytetu Zachodniego Ontario (1988-1989).

## Życiorys
Henryk Puszkarski urodził się w Janowie Poleskim 24 maja 1940 roku w kolejarskiej rodzinie Marii i Aleksandra Puszkarskich. Ma rodzeństwo: siostrę Marię i brata Romualda. Ukończył Liceum Ogólnokształcące w Zielonej Górze w roku 1957. Studiował na Wydziale Matematyki, Fizyki i Chemii UAM uzyskując stopień magistra fizyki w roku 1962. Na ostatnim roku studiów został zatrudniony na etacie asystenta-stażysty w Katedrze Fizyki Teoretycznej UAM (1961). Stopień doktora nauk fizycznych uzyskał w roku 1970 za pracę pod tytułem Rezonans fal spinowych w ferromagnetyku z dynamicznymi warunkami brzegowymi; promotorem był profesor Henryk Cofta, opiekunem naukowym profesor Andrzej Ryszard Ferchmin. Habilitował się w roku 1974 na podstawie oceny dorobku naukowego i pracy pod tytułem Stany powierzchniowe w rezonansie fal spinowych. Tytuł naukowy profesora nauk fizycznych został mu nadany w roku 1982. Odbył staże zagraniczne w następujących ośrodkach:
- Department of Physics, Ohio State University, Columbus (1974/1975), współpraca z prof. P. E. Wigenem;
- Department of Physics, University of York (1985), prof. J. S. S. Whiting;
- Laboratoire de Magnétisme des Surfaces, Université Paris VII, wizyty w latach 1986-2004, prof. J.-C. S. Lévy, prof. E. Ilisca, prof. H. T. Diep;
- Laboratoire de Dynamique et Structure des Matériaux Moléculaires, Université des Sciences et Techniques de Lille I, Villeneuve d'Ascq (1987, 1994), prof. L. Dobrzyński;
- Department of Physics, University of Western Ontario, London, Kanada, 1988/1989, prof. M. Cottam.

W macierzystej uczelni Uniwersytecie im. Adama Mickiewicza rozpoczął karierę naukową w roku 1961 jako asystent-stażysta, profesorem nadzwyczajnym został w roku 1982, a zwyczajnym w roku 1995, w latach 1984-1987 był wicedyrektorem ds. naukowych Instytutu Fizyki, a w latach 1986 -2010 kierownikiem Zakładu Fizyki Powierzchni na Wydziale Fizyki. Od roku 2017 jest profesorem seniorem UAM.
Prowadził ćwiczenia rachunkowe i wykłady kursowe z zakresu mechaniki teoretycznej, mechaniki kwantowej i  termodynamiki oraz wykład specjalistyczny Wstęp do teorii cienkich warstw i wielowarstw magnetycznych.

### Życie prywatne
W 1965 zawarł związek małżeński z Jadwigą Stanisławą Aleksiewicz (magister historii UAM), z którą ma jednego syna Pawła (absolwent Akademii Ekonomicznej w Poznaniu, specjalizacja: cybernetyka ekonomiczna); mają pięcioro wnucząt: Julię, Aleksandra, Michała i bliźniaczki Karolinę i Annę.
Hobby: tenis, turystyka. Wyróżniony Honorową Odznaką PTTK.

## Dorobek naukowy i organizacyjny
Karierę naukową rozpoczynał, będąc pod wpływem naukowym profesora Andrzeja Ryszarda Ferchmina, który ukierunkował go na badanie własności cienkich warstw magnetycznych, a zwłaszcza wzbudzeń falowo-spinowych propagujących się w tych układach. Szczególny akcent w swoich dalszych badaniach Henryk Puszkarski położył na badania związane z powierzchniowymi własnościami cienkich warstw magnetycznych. Ten „powierzchniowy” nurt badawczy doprowadził do powołania z dniem 1 grudnia 1986 roku Zakładu Fizyki Powierzchni (ZFP), a później, w roku 1990, do powstania czasopisma Acta Physicae Superficierum poświęconego fizyce powierzchni (jego wydawanie było wspólnym przedsięwzięciem Uniwersytetu Łódzkiego i Uniwersytetu im. Adama Mickiewicza w Poznaniu, a współredaktorami naczelnymi byli profesor Leszek Wojtczak i Henryk Puszkarski).  
Profesor A. R. Ferchmin sformułował pierwsze zręby kwantowej teorii rezonansu fal spinowych (spin wave resonance, SWR), którą Henryk Puszkarski rozwinął w swojej pracy doktorskiej (1970). Wyniki tej pracy doktorskiej zostały opublikowane w Acta Physica Polonica w formie serii dwu kolejnych prac, które są często cytowane w literaturze światowej. Kwantową teorię rezonansu fal spinowych rozwijał nadal po doktoracie, a krokiem milowym w tym rozwoju była publikacja wspólna z profesorem A. P. Cracknellem, w której zostało sformułowane uniwersalne rozwinięcie parametru powierzchniowego – kluczowego parametru w teorii SWR – w szereg wg funkcji sferycznych. Stworzony przez prof. Henryka Puszkarskiego rezonansowy model anizotropii powierzchniowej pozwolił sformułować kryterium identyfikacji linii widma SWR pochodzących od wzbudzeń powierzchniowych. Osiągnięcie to było prezentowane w formie zaproszonego referatu plenarnego na konferencji Vth International Colloquium on Magnetic Thin Films (Mt. Fuji Area) w Japonii w roku 1972. Owocem tego wystąpienia konferencyjnego było nawiązanie współpracy z profesorem P. E. Wigenem (Uniwersytet Stanu Ohio, USA), który potwierdził eksperymentalnie istnienie w widmie SWR linii rezonansowej pochodzącej od wzbudzenia powierzchniowej fali spinowej. Dalsza współpraca z P. E. Wigenem była prowadzona w ramach grantu międzynarodowego otrzymanego z National Science Foundation (USA) (Special Foreign Currency Program: GF-42068 w latach 1974-1976, INT-01297 w latach 1976-1980). Widma SWR w wielu światowych laboratoriach są obecnie interpretowane w ramach uniwersalnego modelu rezonansu SWR stworzonego przez prof. Henryka Puszkarskiego i określanego w literaturze jako  Surface Inhomogeneity (SI) Model. Innym istotnym nurtem badawczym prof. Henryka Puszkarskiego, rozwijanym we współpracy z profesorem Léonardem Dobrzyńskim (Uniwersytet Lille 1), są kryształy magnoniczne.

### Gremia naukowe i wyróżnienia

#### Przynależność do organizacji zawodowych[6]
- Polskie Towarzystwo Fizyczne (od 1970) (wiceprezes Poznańskiego Oddziału w latach 1985-1987);
- American Physical Society (od 1975);
- European Physical Society (od 1978).

#### Członek Komitetów Programowych następujących konferencji
- International Conference on Magnetism (Warszawa, 22-26.08.1994)[19];
- 9th International Colloquium on Magnetic Films and Surfaces (Poznań, 28-31.08.1979);
- EASTMAG-2001, Euro-Asian Symposium "Trends in Magnetism", Yekaterinburg (27.02 -02.03. 2001), Rosja;
- The European Conference PHYSICS OF MAGNETISM, Poznań, 1996-2023[20];
- International Conference on Physics of Magnetic Materials, Polska, 1984 (2nd edition) and 1986 (3rd edition);

- Joint European Magnetic Symposia JEMS 2010 (Kraków), współkoordynator sympozjum Magnonic Crystals.[21]

#### Aktywność redakcyjna
- ACTA PHYSICAE SUPERFICIERUM - współredaktor naczelny (wraz z Prof. L.	Wojtczakiem, Uniwersytet Łódzki), 12 tomów opublikowanych w latach	1990-2012[22];
- MAGNETIC THIN FILMS PHENOMENA (Wydawnictwo Uniwersytetu Łódzkiego) – członek	komitetu redakcyjnego[23];
- ACTA MAGNETICA (Wydawnictwo Uniwersytetu im. Adama Mickiewicza) -  członek	komitetu redakcyjnego[24];
- ACTA PHYSICA POLONICA A, Vol. 80/5 (listopad 1991) i Vol. 83/5 (maj	1993) – współredaktor (zaproszony) zeszytów specjalnych poświęconych fizyce powierzchni.

## Wyróżnienia i nagrody
- Złoty Krzyż Zasługi (22.09.1982);
- Krzyż Kawalerski Orderu Odrodzenia Polski (5.10.1990);
- Nagrody Ministra Nauki i Szkolnictwa Wyższego (1971, 1975,  1981, 1987);
- Nagrody Rektora UAM (wielokrotnie);
- Honorowa Odznaka PTTK (25.01.1985).

## Publikacje
Liczba publikacji: ponad 150.
Liczba cytowań: około 3 tysięcy, H-index 24 (wg Google Scholar). 
Swoje prace publikował m.in. w Physical Review, Physical Review Letters, Progress in Surface Science, Surface Science, Surface Science Reports, Scientific Reports, Journal of Magnetism and Magnetic Materials, Journal of Physics: Condensed Matter, Physics Letters, Acta Physica Polonica oraz Acta Physicae Superficierum.